# Eric Allan Kramer
Eric Allan Kramer, född 26 mars 1962 i Grand Rapids, Michigan, är en amerikansk skådespelare. Han är känd för sin roll som Bob Duncan i TV-serien Lycka till Charlie (2010-2014). Han har också medverkat som Dave Rogers i komediserien The Hughleys.

## Filmografi
- The Gunfighters
- The Incredible Hulk Returns
- Quest for the Mighty Sword
- Robin Hood: Men in Tights
- True Romance
- Road to Saddle River
- The Crazysitter
- High School High
- American Wedding
- Grilled
- Flying By
- Good Luck Charlie, It's Christmas!
- Atlas Shrugged: Who Is John Galt?
- Mostly Ghostly: Have You Met My Ghoulfriend?

## TV
- Murder, She Wrote
- Roseanne
- Growing Pains
- Skål
- Doctor Doctor
- Down Home
- Empty Nest
- Civil Wars
- Anything But Love
- Wings
- Seinfeld
- Bob
- Johnny Bago
- M.A.N.T.I.S.
- Blossom
- Ellen
- Platypus Man
- A Whole New Ballgame
- Hope and Gloria
- The Home Court
- Dweebs
- Lois & Clark: The New Adventures of Superman
- Nash Bridges
- NewsRadio
- Mad About You
- JAG
- Men Behaving Badly
- Rough Riders
- Hangin' with Mr. Cooper
- Malcolm & Eddie
- Alright Already
- Pacific Blue
- Dharma and Greg
- Caroline in the City
- Murphy Brown
- Arli$$
- The Hughleys
- Surviving Gilligan's Island
- Two and a Half Men
- The O.C.
- That 70s Show
- Phil of the Future
- Oliver Beene
- The King of Queens
- Jack & Bobby
- Will & Grace
- CSI: Crime Scene Investigation
- Cuts
- Rodney
- Monk
- How I Met Your Mother
- Big Shots
- Hollywood Residential
- Wizards of Waverly Place
- My Name is Earl
- Maneater
- The Secrets of a Changing Life
- Lycka till Charlie
- Huge
- Law & Order: Special Victims Unit
- Jessie
- The Thundermans
- Mike & Molly
- Bones
- The Letter M